# Kulturarvsdagen
Kulturarvsdagen är ett evenemang och temadag som arrangeras och samordnas av Riksantikvarieämbetet i samarbete med Sveriges Hembygdsförbund och Arbetslivsmuseernas Samarbetsråd. Bakom de enskilda arrangemangen står hundratals lokala arrangörer, däribland hembygdsföreningar och arbetslivsmuseer. Kulturarvsdagen arrangeras årligen den andra helgen i september i hela Sverige. Den arrangerades första gången 1988. Syftet med temadagen är att "bidra till att skapa förståelse, intresse och engagemang för kulturarvet".

## European Heritage Days
Kulturarvsdagen är den svenska delen av Europarådets och Europeiska kommissionens gemensamma program European Heritage Days, som har arrangerats sedan 1999. Det arrangeras i 50 europeiska länder med över 70.000 evenemang.